# آنا کشفی
آنا کشفی (انگلیسی: Anna Kashfi; ۳۰ سپتامبر ۱۹۳۴ – ۲۱ اوت ۲۰۱۵) هنرپیشه اهل ایالات متحده آمریکا بود.
از فیلم‌هایی که وی در آن نقش داشته است، می‌توان به کوه و کابوی اشاره کرد.
در دهه ۱۹۵۰، وی به مدت ۲ سال همسر مارلون براندو بود (همسر اول)